# Jacques Boucher de Crèvecœur de Perthes
Jacques Boucher de Crevecoeur de Perthes (Rethel – Abbeville, 5 augustus 1868) was een Frans amateurarcheoloog, veelal kortweg Boucher de Perthes genoemd.
Hij verzamelde als inspecteur van de douane te Abbeville sinds 1826 ruw gekapte vuurstenen werktuigen in de grintgroeven van zijn woonplaats en bij Saint-Acheul.

In 1837 vond Boucher de Perthes bewerkte stenen en beenderen tijdens een speurtocht naar fossielen langs de rivier de Somme, in Noord-Frankrijk. Hij herkende er werktuigen en sculpturen in. Het kostte hem vele jaren om van de wetenschap erkenning te krijgen, maar nadat hem dat in 1859 was gelukt zijn stenen werktuigen en het gegeven dat de mensheid is begonnen met een stenen tijdperk niet meer weg te denken uit ons beeld van het verleden.

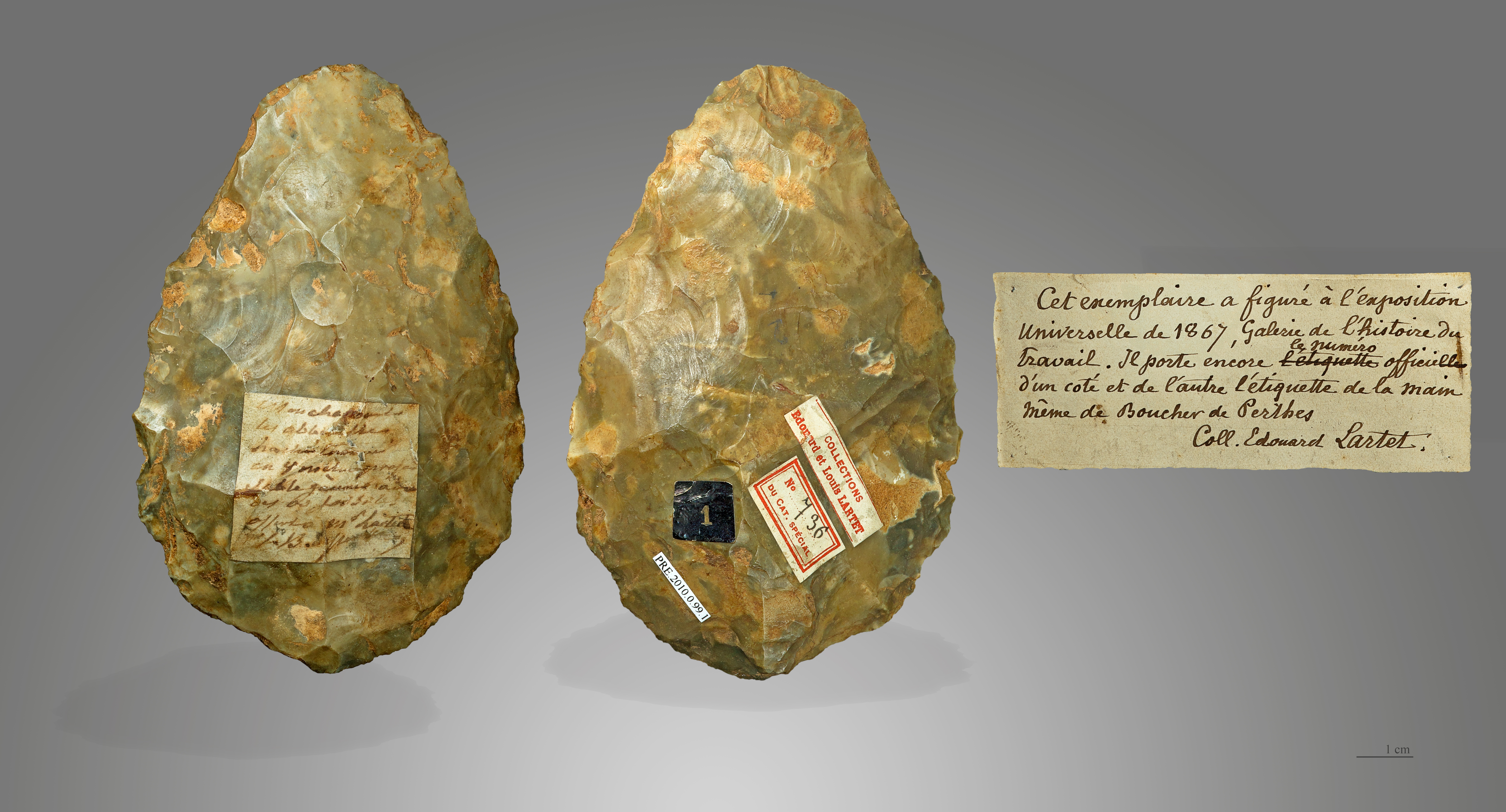
Vuistbijl van Menchecourt-les-Abbeville, te zien op de Wereldtentoonstelling van 1867.
Muséum de Toulouse

- Bibsys: 6097060
- Biblioteca Nacional de España: XX968953
- Bibliothèque nationale de France: cb12199442p (data)
- Catàleg d'autoritats de noms i títols de Catalunya: 981058614657306706
- Gemeinsame Normdatei: 118920677
- International Standard Name Identifier: 0000 0000 8108 3143
- Library of Congress Control Number: n88175589
- Base Léonore: LH//306/6
- Nationale Bibliotheek van Tsjechië: skuk0001585
- Nationale bibliotheek van Australië: 35249986
- Nationale Bibliotheek van Israël: 987007414506905171
- Nederlandse Thesaurus van Auteursnamen: 074111280
- LIBRIS: 317270
- SNAC: w6vt6d1j
- Système universitaire de documentation: 030614333
- Trove: 882017
- Virtual International Authority File: 29581175
- WorldCat: E39PBJkdp7YqFPmW6mFT7FCbBP